# Michel Clerc
Vous pouvez aider à l'améliorer ou bien discuter des problèmes sur sa page de discussion.
- Il ne cite pas suffisamment ses sources. Vous pouvez indiquer les passages à sourcer avec {{référence nécessaire}} ou {{Référence souhaitée}}, et inclure les références utiles en les liant aux notes de bas de page. (Marqué depuis mars 2024)
- Certaines informations devraient être mieux reliées aux sources mentionnées dans la bibliographie ou les liens externes. Améliorez sa vérifiabilité en les associant par des références. (Marqué depuis mars 2024)

- Archive Wikiwix
- Bing
- Cairn
- DuckDuckGo
- E. Universalis
- Gallica
- Google
- G. Books
- G. News
- G. Scholar
- Persée
- Qwant
- (zh) Baidu
- (ru) Yandex
- (wd) trouver des œuvres sur Wikidata

Pour les articles homonymes, voir Clerc.
Ne doit pas être confondu avec Michel Clerc (archéologue).
Michel Clerc, né le 27 juin 1921 à Vernon (Eure) et mort le 7 mars 2017 à Neuilly-sur-Seine, est un écrivain et journaliste français.

## Biographie
Michel Clerc a commencé sa vie de journaliste comme correspondant, à Londres, de la Gazette de Lausanne et Paris-Presse. En 1953, il est appelé par Gaston Bonheur, directeur de la rédaction de Paris Match, où il devient grand reporter-écrivain pour l’international, à l’époque des Raymond Cartier, Jean Farran, Guillaume Hannoteau… Tout en continuant une chronique dans la Gazette de Lausanne : « Points cardinaux ». 
En 1959 il rejoint Jours de France, appelé par Marcel Dassault qui le nomme directeur de la rédaction ; quelque temps plus tard, il va faire un « tour du monde en 80 jours » et retourne prendre son poste à Jours de France… Pour, finalement, en 1961, revenir à Paris Match. Puis, avec Jean Farran, c’est l’aventure de Radio-Luxembourg. Qui, reprise par Jean Prouvost, deviendra RTL. Avant de rallier, à nouveau, Jean Prouvost qui lui offre la direction de Paris Match. Il y restera jusqu’en 1973.
En 1976, il publie Bakchich, puis il va consacrer une partie de son temps à l’écriture, en parallèle de grands reportages (à Match ou au Figaro Magazine) et de ses collaborations à RTL, avec ses chroniques, comme Tapis Rouge (qui deviendra un livre) ; Comment vont les affaires ou Les couples célèbres. Depuis 1999, il participe, entre autres, à la revue Entreprendre (groupe Robert Lafont (patron de presse), pour laquelle il avait créé « Les déjeuners du Fouquet’s ».
Michel Clerc est également président fondateur de l'AMZCI (Association des minoritaires de Zambia Copper Investments).

## Publications
- Oxford, ville ouverte, Oxford Press, 1953
- La peur sans frontières, Éditions de la Table ronde, 1958
- Bakchich, Flammarion, 1976
- Tapis rouge, Éditions Julliard, 1978
- Les hommes mariés, Flammarion, 1986
- Fils de César, Éditions no 1, 1992
- L'honneur des Kerguelen, Éditions du Rocher, 1998